# 舘野淳
舘野 淳（たての じゅん、1936年 - ）は、日本の科学者。専門は原子力（核燃料化学）。

## 経歴
満洲国奉天市（現瀋陽市）生まれ。
1959年東京大学工学部応用化学科卒業。
1971年工学博士(東京大学)。論文の題は「Solid state chemistry of mixed valence type oxides(混合原子価型酸化物の固体化学)」。  
1959年より日本原子力研究所研究員。
1996年中央大学商学部専任講師。
1997-2007年、中央大学商学部教授。
1995年原子力問題情報センター常任理事・事務局長並びに日本科学者会議原子力問題研究委員会委員長。
現在核・エネルギー問題情報センター事務局長。

## 著書
- 『どうするプルトニウム』
- 『動燃・核燃・2000年』
- 『地震と原子力発電所』
- 『原子力のことがわかる本―原子爆弾から原子力発電まで』(数研出版、2003年)
- 『徹底解明 東海村臨界事故』(共著、新日本出版社、2000年)
- 『廃炉時代が始まった－この原発はいらない』(朝日新聞社、2000年) ISBN 402257464X